# Balaenoptera
Balaenoptera là một chi động vật có vú trong họ Balaenopteridae, bộ Cetacea. Chi này được Lacépède miêu tả năm 1804. Loài điển hình của chi này là Balaenoptera gibbar Lacépède, 1804 (= Balaena physalus Linnaeus, 1758).

## Hình ảnh

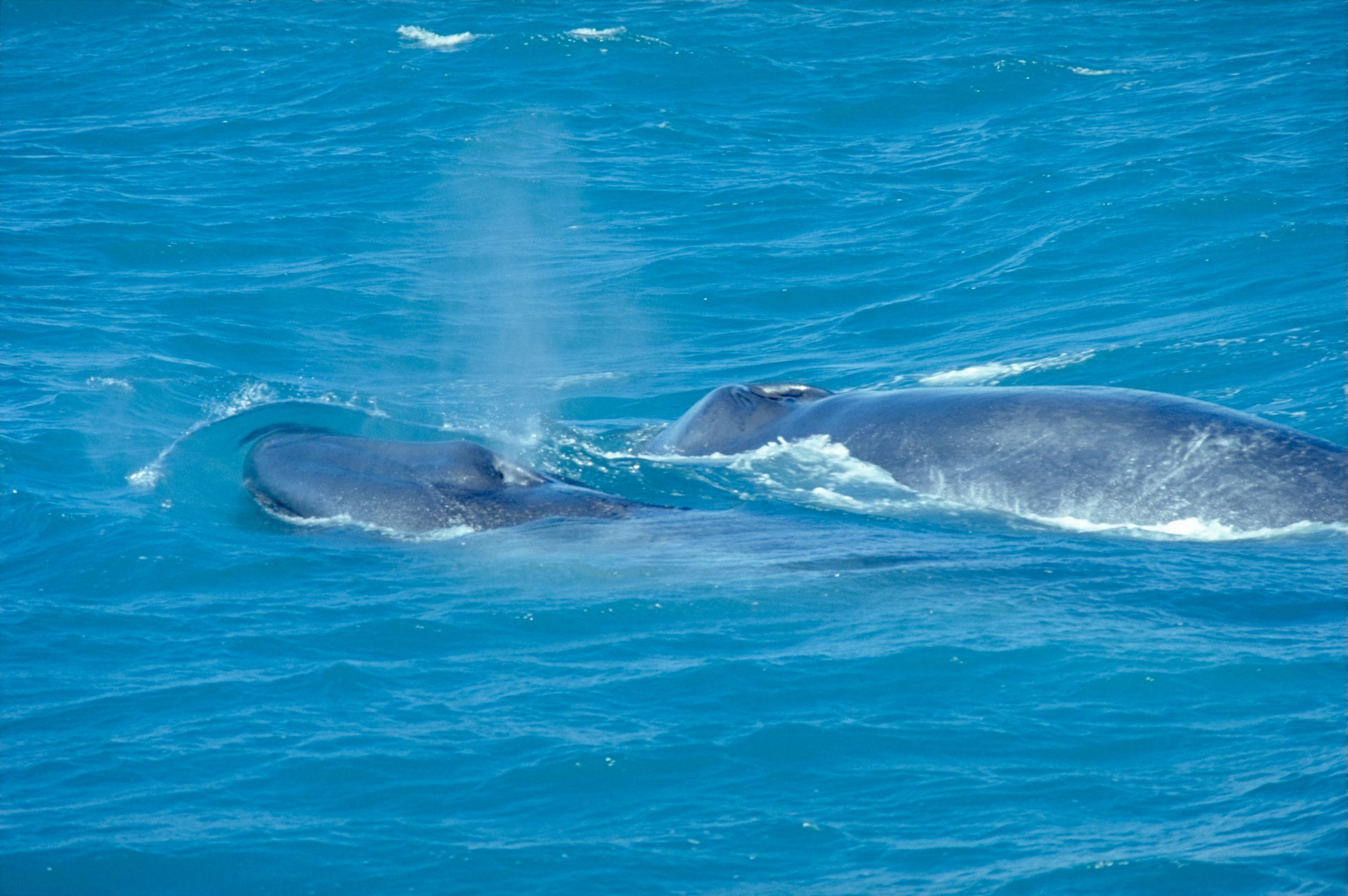
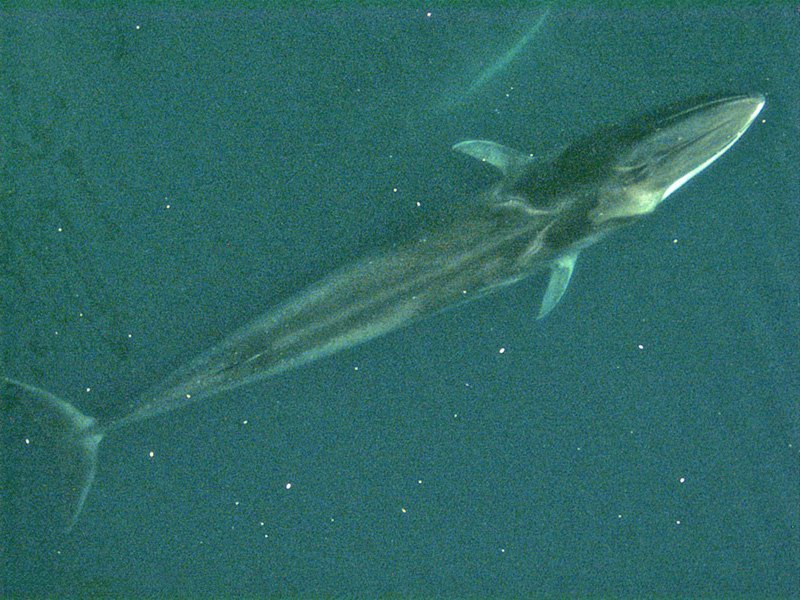
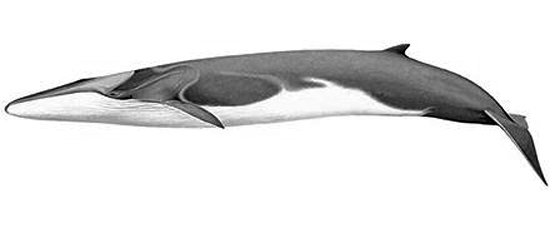
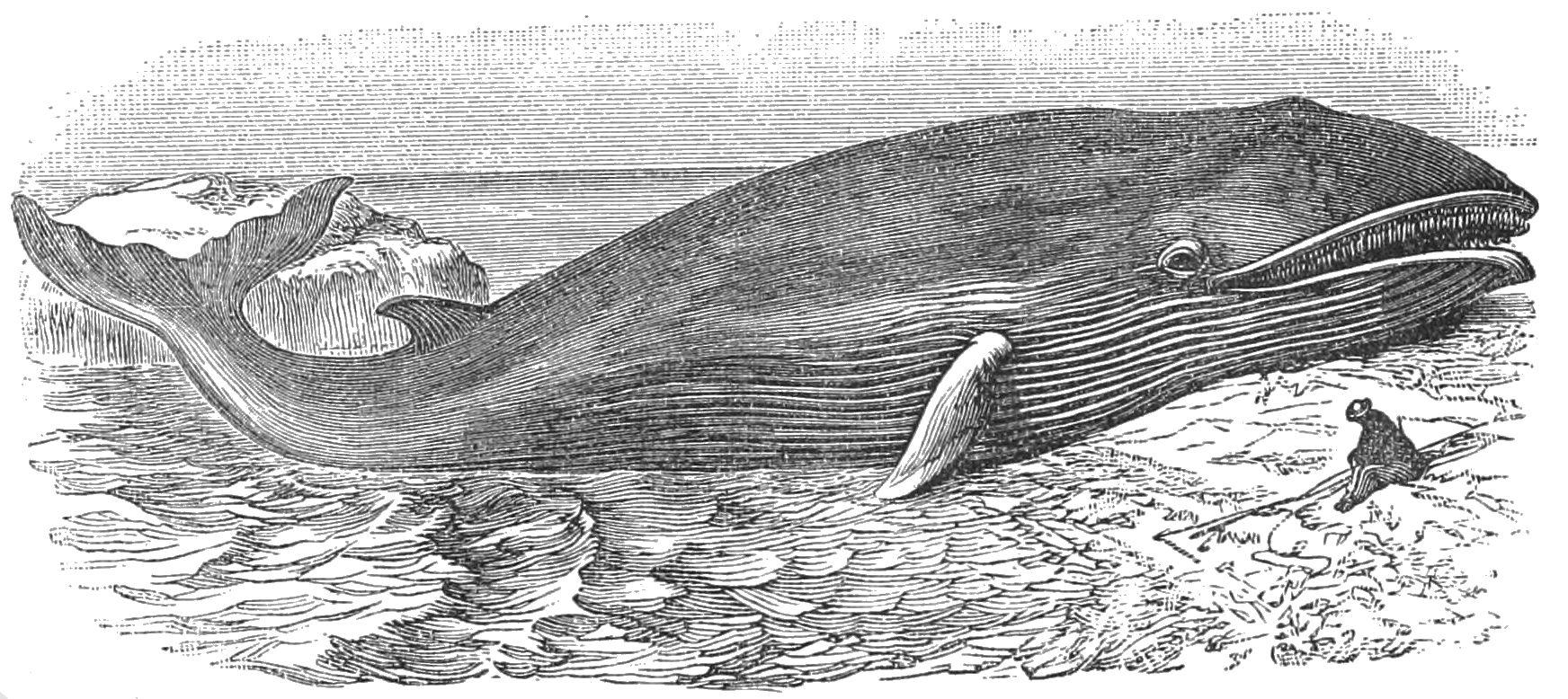

## Các loài
Chi này gồm các loài:
- Balaenoptera acutorostrata
- †Balaenoptera bertae
- Balaenoptera bonaerensis
- Balaenoptera borealis
- Balaenoptera brydei
- †Balaenoptera cephalus
- †Balaenoptera colcloughi
- †Balaenoptera davidsonii
- Balaenoptera edeni
- Balaenoptera musculus
- Balaenoptera omurai
- Balaenoptera physalus
- †Balaenoptera siberi
- †Balaenoptera sursiplana
- †Balaenoptera taiwanica
- Balaenoptera ricei